# Disney California Adventure
Disney California Adventure, geralmente chamado de California Adventure, é um parque de diversões localizado em Anaheim, Califórnia, possuído e operado pela The Walt Disney Company através de sua divisão Parks and Resorts. O parque de 72 acres tem como tema a história e a cultura do estado da Califórnia. O parque abriu em 2001 e é o segundo dos dois parque de diversões construídos no complexo Disneyland Resort, após a Disneyland.
O conceito de um parque temático dedicado à Califórnia surgiu de uma reunião de executivos da Disney em 1995, seguindo o cancelamento do projeto WestCOT. A construção do parque começou em 1998, e foi concluída no início de 2001. A Disney inicialmente projetou um grande público no novo parque, mas uma série de aberturas testes que ocorreram em janeiro de 2001 levaram a críticas negativas, e após o parque ser oficialmente aberto ao público em 8 de fevereiro de 2001, as projeções de público da empresa nunca se cumpriram. A Disney gastou os anos seguintes adicionando novas atrações e shows, e implementando outras promoções a fim de impulsionar o público. Em 2007, a Disney anunciou uma grande expansão do parque bem como uma reforma de uma parte significante do parque. A construção durou cinco anos e foi concluída em fases, culminando com a abertura da Buena Vista Street e da Cars Land em junho de 2012.
De acordo com a Themed Entertainment Association, o parque atraiu aproximadamente 8,5 milhões de visitantes em 2013, tornando-o o 10º parque de diversões mais visitado no mundo naquele ano.

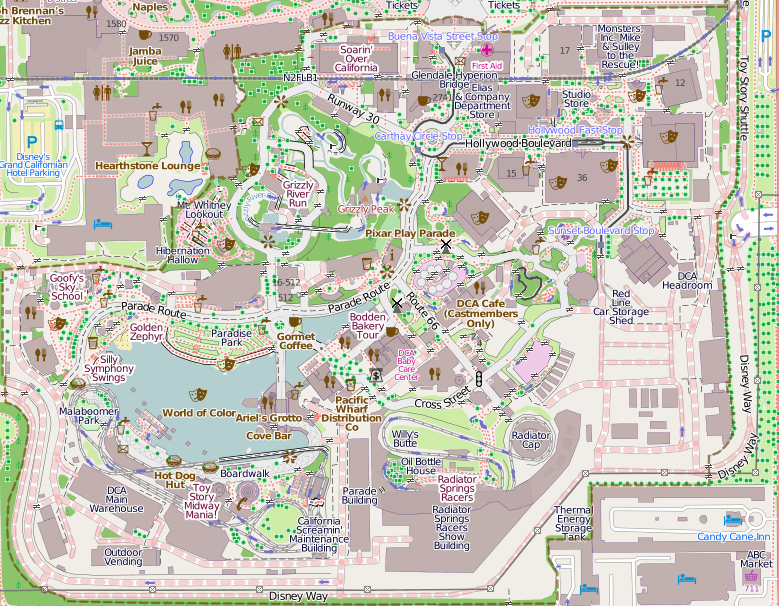
Imagem OpenStreetMap do Disney California Adventure para uso no artigo da Wikipédia.

## História

### Conceito e criação
O local atual do Disney California Adventure foi adquirido por Walt Disney na década de 1950 e funcionou como o estacionamento da Disneyland por mais de 40 anos. Após ter sucesso com o modelo de negócios de múltiplos parques na Walt Disney World na Flórida, a Disney decidiu transformar o parque original de Walt Disney também em um complexo resort de múltiplos parques. Em 1991, a Disney anunciou planos para construir o WestCOT, uma versão da costa oeste do que era então conhecido como EPCOT Center, no local do estacionamento da Disneyland. O alto preço do parque proposto bem como os problemas financeiros e de relações públicas da empresa com o recém-aberto Euro Disneyland (atual Disneyland Paris) levaram a Disney a cancelar o WestCOT em 1995.
No verão de 1995, Michael Eisner, CEO da Disney na época, reuniu os executivos da empresa em Aspen, Colorado, para pensar em uma outra ideia para um segundo parque de diversões na Califórnia. Dessas reuniões, a Disney decidiu que construiria um parque cujo tema seria a história e cultura do estado da Califórnia. Eles queriam transformar a Califórnia em um parque temático, esperando criar "reproduções precisas de pontos turísticos da Califórnia, ruas charmosas e paisagens maravilhosas que estimulassem as florestas e fazendas do estado" e celebrar o sonho californiano. Eles tinham a intenção de atrair os adultos enquanto a Disneyland atraía as crianças. A construção do parque começou em 1998, sendo a construção do parque foi acompanhada pelo Downtown Disney e Disney's Grand Californian Hotel, além das renovações do Disneyland Hotel e Disneyland Pacific Hotel.

### Abertura e crítica inicial
Esperava-se que o parque atraísse grandes multidões quando abrisse em 8 de fevereiro de 2001. Em 14 de janeiro, um artigo do Los Angeles Times intitulado "O Parque Mais Lotado da Terra?" afirmava "Executivos da Disney reconheciam que haverá dias que o California Adventure terá de impedir a entrada de visitantes, particularmente nas primeiras semanas após o parque abrir, durante o spring break e novamente no verão". No entanto, o público real naquele ano foi substancialmente menor que o esperado. Sugeriu-se que isto ocorreu devido a críticas negativas dos primeiros visitantes, a falta de foco no Hollywood Pictures Backlot, falta de atrações para crianças, grande quantidade de atrações encalhadas (com Soarin' Over California sendo a única exceção), um alto número de lojas e restaurantes em relação ao número de atrações, e um tema redudante, visto que o parque localiza-se na Califórnia. O parque também carece de uma berma para separá-lo da vizinhança. A berma na Disneyland usa árvores e montes de terra para construir uma barreira física em volta do parque de modo que as estruturas externas ao parque não possam ser vistas, assim criando uma atmofesra para os visitantes. No Parque Disney California Adventure, os hotéis, linhas de energa, torres de rádio próximos e o Centro de Convenções de Anaheim são visíveis, reduzindo a imersão no parque. A Disney originalmente havia planejado o parque para adultos ao invés de crianças, o que veio a ser uma grande crítica.
O parque abriu para apenas 5 milhões de visitantes em 2001 enquanto seu parque irmão Disneyland recebeu 12,3 milhões de visitantes durante o mesmo período de tempo. O baixo público fez a Disney diminuir os preços dos ingressos para o California Adventure, cortando até $10 do preços dos tickets. Em seu primeiro ano, p arque teve uma média de apenas 5 mil a 9 mil visitantes em dias de semana e 10 mil a 15 mil nos fins de semana, embora tivesse capacidade para 33 mil pessoas. Pesquisas com visitantes relataram que apenas 20% dos visitantes do parque no primeiro ano estavam satisfeitos com sua experiência. Em outubro de 2001, Wolfgang Puck e Robert Mondavi fecharam seus restaurantes no parque, citando como motivo o baixo índice de público, embora Mondavi continuasse como patrocinador. O parque funciona todos os dias das 8h às 22h.

### Mudanças e expansões iniciais
Duas das maiores críticas ao parque no primeiro ano foram a falta de atrações atraentes às crianças e a falta de um show noturno ou parada para manter os visitantes até à noite. No primeiro ano de operação, a Disney's Electrical Parade e Who Wants to Be a Millionaire – Play It! foram trazidos ao parque, e algumas das atrações originais foram fechadas, incluindo Superstar Limo e Disney's Steps in Time. Durante as férias de 2001, Disney's LuminAria foi apresentado na Paradise Bay. Em outubro de 2002, a área Flik's Fun Fair abriu, o que adicionou atrações para crianças, e em maio de 2004, a  Tower of Terror abriu como outro E ticket. O parque apresenta regularmente promoções sazonais como séries de concertos, festivais de música e promoções para outras franquias da Walt Disney Company, como X Games e seriados da  ABC. Monsters, Inc. Mike & Sulley to the Rescue! abriu no antigo local do Superstar Limo em janeiro de 2006.

### Reestruturação e expansão em 2007–2012

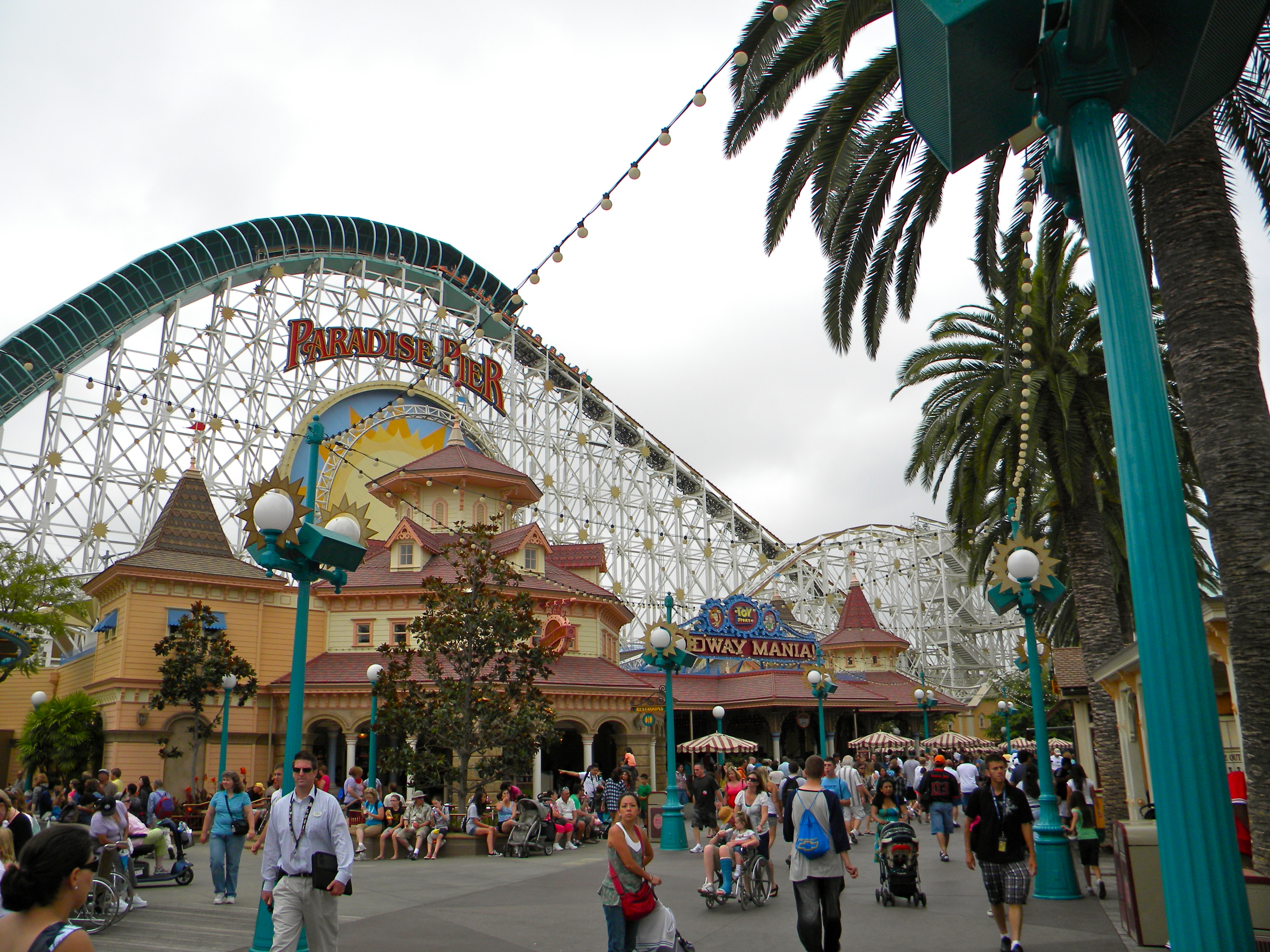
Arquitetura em estilo vitoriano no Paradise Pier

Em 2007, a Disney havia percebido que o parque não estava satisfatório e que algo maior deveria ser feito. Robert Iger disse que "Toda vez que você faz algo medíocre com sua marca, é uma derrota. O California Adventure foi uma derrota da marca." Iger por um momento considerou combinar o California Adventure e a Disneyland para formar um grande parque, mas o custo seria o mesmo do que remodelar completamente o California Adventure. Em 17 de outubro de 2007, a Walt Disney Company anunciou um plano de reestruturação e expansão de $ 1,1 bilhão para o California Adventure (contra um preço inicial de $ 600 mihões para construí-lo). Cada distrito foi reinventado para transformar o parque de uma verdadeira paródia da cultura moderna da Califórnia em uma versão romantizada e idealizada do estado, explorando períodos de templo específicos. O projeto começou em dezembro de 2007 e foi concluído em estágios. O Toy Story Midway Mania! abriu no Paradise Pier em junho de 2008, no espaço antigamente ocupad por uma loja e restaurantes. O World of Color, um show de luzes e água noturno em Paradise Bay, abriu em junho de 2010. The Little Mermaid: Ariel's Undersea Adventure abriu onde localizava-se o teatro Golden Dreams em junho de 2011.
As mudanças mais dramáticas no parque incuíram a reestruturação completa da entrada principal, Sunshine Plaza, e o Paradise Pier, bem como uma expansão na última área de estacionamento originalmente designado como espaço para o crescimento futuro do parque. A entrada principal e a Sunshine Plaza transformaram-se em um "gigante cartão postal" da Califórnia na Buena Vista Street, uma representação de Los Angeles como ela parecia quando Walt Disney mudou-se para lá na década de 1920. A placa de "CALIFORNIA" em frente foi removida e doada para a Cal Expo em Sacramento. O Paradise Pier transformou-se de uma representação cômica das calçadas da Califórnia em uma representação dos parques de diversões vitorianos da década de 1920, e algumas das atrações encalhadas da área foram removidas (Maliboomer) ou retematizadas para ter um foco mais nos personagens da Disney (Mickey's Fun Wheel, Goofy's Sky School, Silly Symphony Swings). Cars Land, uma área que simula Radiator Springs do filme da Disney·Pixar's, Carros, foi adicionado à parte sudeste do parque e incui três novas atrações com E ticket, como a Radiator Springs Racers. A construção foi concluída em 2012 e o parque foi "rededicado" em 14 de junho de 2012. O parque recebeu um nome modificado, Disney California Adventure, e um novo logotipo, usado pela primeira vez em 11 de junho de 2010 e promovido em um comercial que divulgava World of Color alguns dias antes.
A reestruturação e expansão do parque levou a aumentos drásticos do público. Em 2012, o Disney California Adventure alcançou um recorde de mais de 7 milhões de visitantes (um aumento de 23% em relação ao ano anterior), um número que a Disney esperava marcar no primeiro ano do parque. No dia da rededicação do parque, ele atingiu um número recorde de 43 mil visitantes em um único dia. Na noite anterior da rededicação, mais de 500 pessoas acamparam fora do parque a fim de serem as primeiras a entrar. Dois dias depois, o parque alcançou um novo recorde de 45 mil visitantes. Falando sobre o aumento do público no Disney California Adventure, Jay Rasulo, diretor financeiro da Disney disse que "nós tínhamos uma distribuição muito desigual na qual a maioria das pessoas gastava a maior parte de seu tempo na Disneyland e o Disney’s California Adventure ficava vazio. Agora, metade do público vai para um e a outra metade vai para o outro. É quase um sonho tornando-se realidade."

### Linha do tempo

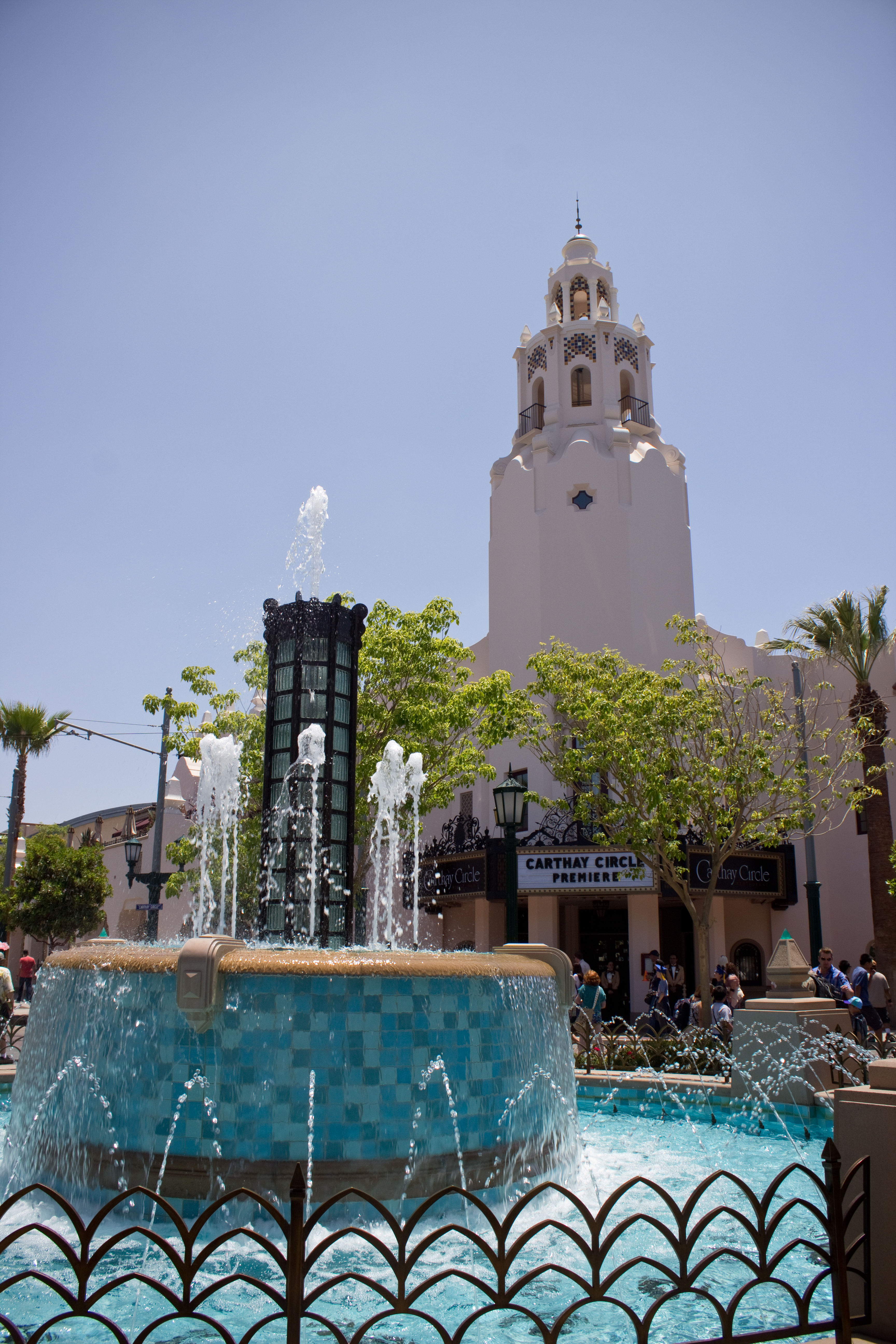
The Carthay Circle Theater

- 1991: The Walt Disney Company anuncia planos de construir o WestCOT.
- 1995: Os planos do WestCOT são descartados e a Disney anuncia planos para um parque temático da Califórnia
- 1997: A construção do Disney's California Adventure se inicia.
- 2000: Um comercial do Disney's California Adventure é visto em cópias em VHS (e DVD) de Toy Story 2.
- Fevereiro de 2001: Disney's California Adventure abre para o público.
- Outubro de 2002: A Bug's Land abre como a primeira área temática desde a concepção do parque, com novas atrações como Flik's Flyers e Heimlich's Chew Chew Train.
- Maio de 2004: Tower of Terror abre como segunda versão da atração.
- 15 de julho de 2005: Turtle Talk with Crush abre como segunda versão da atração dois dias antes do 50º Aniversário da Disneyland.
- Janeiro de 2006: Monsters, Inc. Mike & Sulley to the Rescue! abre no Hollywood Pictures Backlot.
- 17 de outubro de 2007: A Walt Disney Company anuncia um plano de $ 1,1 bilhão para o Disney's California Adventure. O plano inclui modificações no Paradise Pier, Golden State e Hollywood Pictures Backlot e novas áreas; Buena Vista Street e Cars Land.
- Junho de 2008: Toy Story Midway Mania! abre no Paradise Pier.
- 14 de outubro de 2008: A roda-gigante The Sun Wheel é retematizada e renomeada como  Mickey's Fun Wheel.
- 20 de outubro de 2008: Walt Disney Imagineering Blue Sky Cellar abre, substituindo Seasons of the Vine Theater.
- 2010: Construção da Buena Vista Street e Cars Land inicia.
- 28 de maio de 2010: Disney's California Adventure Park é renomeado para Disney California Adventure.
- 11 de junho de 2010:
  - Silly Symphony Swings abre, substituindo Orange Stinger.
  - Disney California Adventure adota um novo logitpo.
- Junho de 2010: World of Color é inaugurado no Paradise Pier.
- 7 de setembro de 2010: Maliboomer fecha e encerra suas atividades.
- 12 de outubro de 2010: Mulholland Madness fecha e é retematizado como Goofy's Sky School.
- 5 de novembro de 2010: A mensagem de segurança do California Screamin' foi atualizada com a voz do ator Neil Patrick Harris.
- Junho de 2011: The Little Mermaid: Ariel's Undersea Adventure é inaugurado no Paradise Pier.
- 1º de julho de 2011: Goofy's Sky School é inaugurado, substituindo o antigo Mulholland Madness, mas seu trajeto continua o mesmo.
- 15 de julho de 2011: O portão de entrada Pan-Pacific Auditorium abre como uma entrada alternativa para o  Disney's Hollywood Studios.
- 20 de julho de 2011: Desconstrução da ponte do monotrilho do Golden Gate começa como parte da transformação na Ponte Glendale–Hyperion.
- Agosto de 2011: California Zephyr é removido da Sunshine Plaza e doado para o Western Pacific Railroad Museum.[23]
- 29 de agosto de 2011: Sunshine Plaza fecha para dar lugar ao Buena Vista Street.[24]
- 8 de fevereiro de 2012: A Disney anuncia que o parque será dividido em 8 áreas temáticas, sendo Buena Vista Street, Cars Land, Paradise Pier, Condor Flats, "a bug's land", Pacific Wharf, Hollywood Land, e Grizzly Peak.
- 14 de junho de 2012: O parque é fechado por um dia para ser preparado para a rededicação no dia seguinte.
- 15 de junho de 2012: O parque é reaberto após um dia fechado com uma nova Buena Vista Street,[25] Cars Land,[26] e Hollywood Land. O custo total da revitalização foi de aproximadamente 1,1 bilhão de dólares.[27]

## Áreas
O Disney California Adventure é dividido em oito áreas temáticas chamadas de "distritos".

### Buena Vista Street

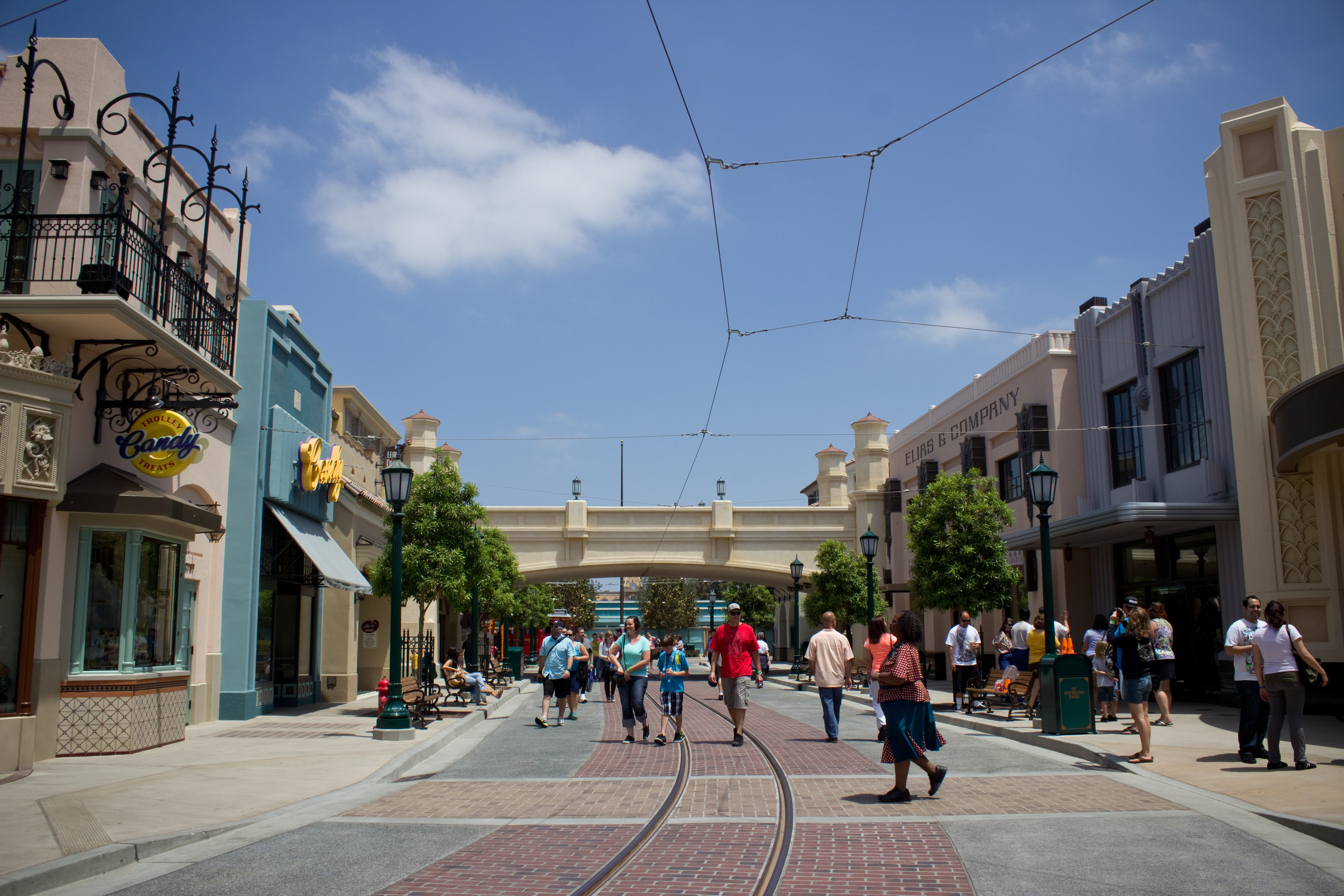
Buena Vista Street

A Buena Vista Street é o primeiro "distrito temático" dentro da entrada principal do California Adventure Park, levando seu nome da rua de Burbank na qual os Walt Disney Studios se localizam. Os visitantes entram através da entrada principal, que lembra o Pan-Pacific Auditorium. A Buena Vista Street inclui uma recriação imersiva do início da Los Angeles da década de 1920 quando Walt Disney chegou pela primeira vez com fachadas Mission e Art Deco de lojas e restaurantes. Uma recriação do Carthay Circle Theater, que exibiu a estreia mundial de Branca de Neve e os Sete Anões em 1937 situa-se no fim da rua, servindo como destaque visual para o distrito. O trolley vermelho viaja da entrada, pela Buena Vista Street até Carthay Circle, então desce a Hollywood Boulevard e até a Tower of Terror. A Buena Vista Street foi aberta ao público em 15 de junho de 2012.

### Paradise Pier
O Paradise Pier cobre 15 acre(s)s (61 000 m2) e é a maior área temática no Disneyland Resort. O Paradise Pier é tematizado como uma versão idealizada das calçadas costeiras populares, como o Píer de Santa Mônica e a Santa Cruz Beach Boardwalk. O Paradise Garden Grille e o Boardwalk Pizza and Pasta são dois restaurantes no distrito que são conectados por uma área com mesas externas construída ao redor de um gazebo no qual bandas tocam diariamente. As atrações do distrito, como a California Screamin’ (uma montanha-russa de aço construída para parecer uma montanha-russa clássica de madeira), lembram os parques de diversões encontrados em muitas calçadas costeiras. Toy Story Midway Mania! é uma atração 3D interativa inspirada por midway games. A Mickey's Fun Wheel é uma roda-gigante de 48 metros de altura com vista para a Paradise Bay, um grande lago que domina a área do Paradise Pier. Um show hidrotécnico, World of Color, é apresentado à noite nas águas da Paradise Bay (usando fontes, projeções e efeitos de fogo) mostrando uma série de vinhetas de vários filmes da Disney e da Pixar. Ela também conta com a Goofy's Sky School, um típico Wild Mouse roller coaster baseado na animação de 1940 Goofy's Glider. A área também inclui The Little Mermaid: Ariel's Undersea Adventure, uma atração no escuro baseada na Pequena Sereia, e o King Triton's Carousel of the Sea, um carrossel que apresenta criaturas marítimas (leões marinhos, cavalos marinhos, golfinhos e baleias) no lugar dos tradicionais cavalos.

### Grizzly Peak

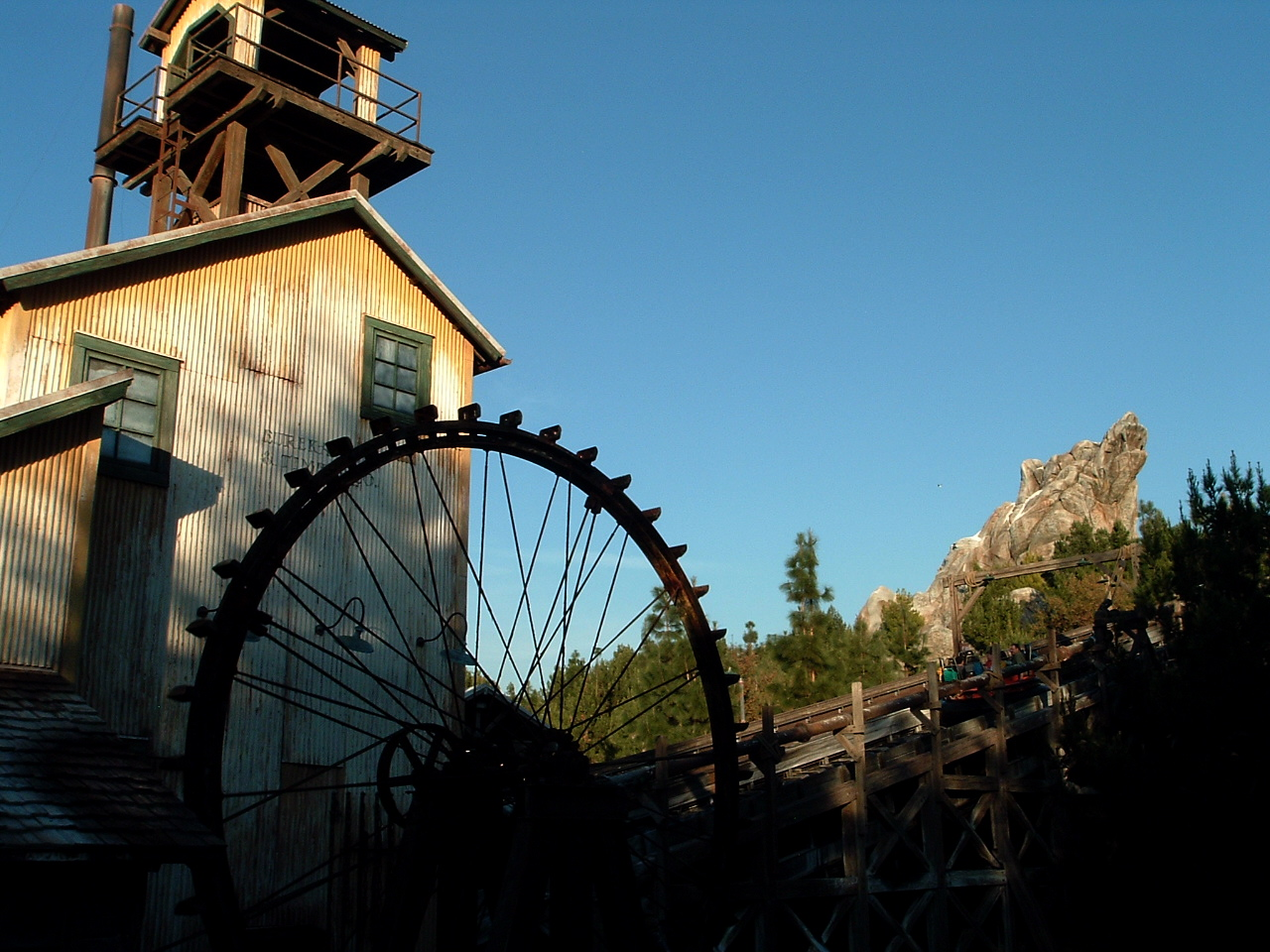
Grizzly Peak

Grizzly Peak tem como tema os parques nacionais e a vida selvagem da Califórnia, com referências aos parques nacionais de Yosemite e Redwood. Sua principal atração é Grizzly River Run, uma correira ao redor do Grizzly Peak. Próximo a Lea, está o Redwood Creek Challenge Trail, um playground que inclui elementos dos filmes da Disney, Brother Bear, e da Disney·Pixar, Up. Uma entrada especial exclusiva para os visitantes do Disney's Grand Californian Hotel localiza-se nesta área. Há também alguns restaurantes no distrito de Grizzly Peak que são tematizados com as fazendas da Califórnia. Os festivais com temas da comida e vinho da Califórnia ocorrem nesta área.

### Condor Flats

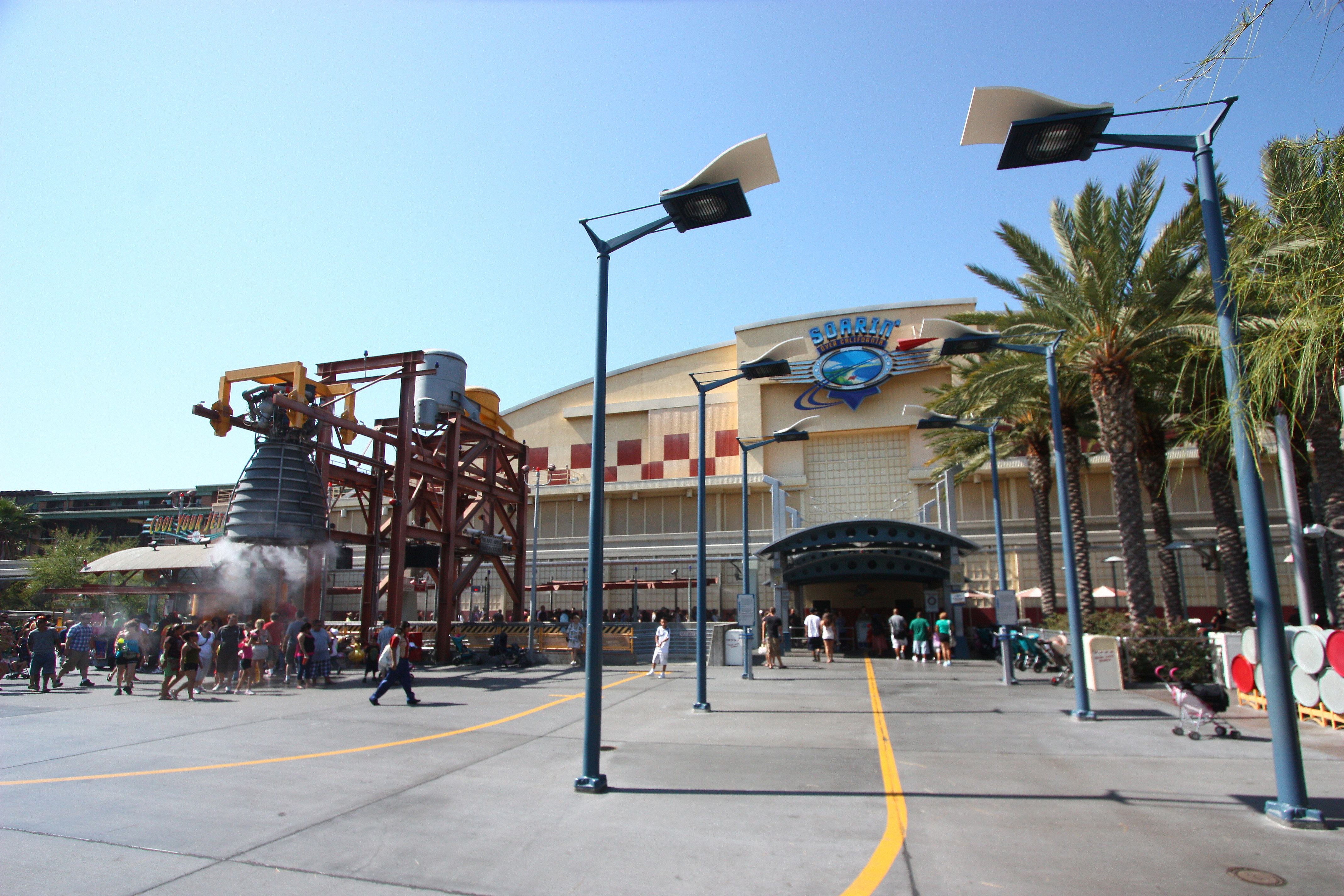
Condor Flats

Condor Flats tem como tema um tributo aos pilotos e engenheiros da Califórnia da década de 1940 a meados da década de 1960 e suas conquistas aeronáuticas. Suas paredes são feitas de velhas ferrovias e pistas da Segunda Guerra Mundial. A principal atração é Soarin' Over California, uma atração que simula uma viagem de asadelta sobre a Califórnia. O distrito também o restaurante Taste Pilot's Grill, uma loja, um playground com água e o Minnie's Fly Girls Show, com a Minnie Mouse. O número 47 está escondido em vários lugares como referência a 1947, o ano em que a barreira do som foi quebrada. O relógio na Fly 'N Buy Souvenir Shop para na hora exata em que a barreira do som foi quebrada em 14 de outubro de 1947 por Chuck Yeager.

### Pacific Wharf

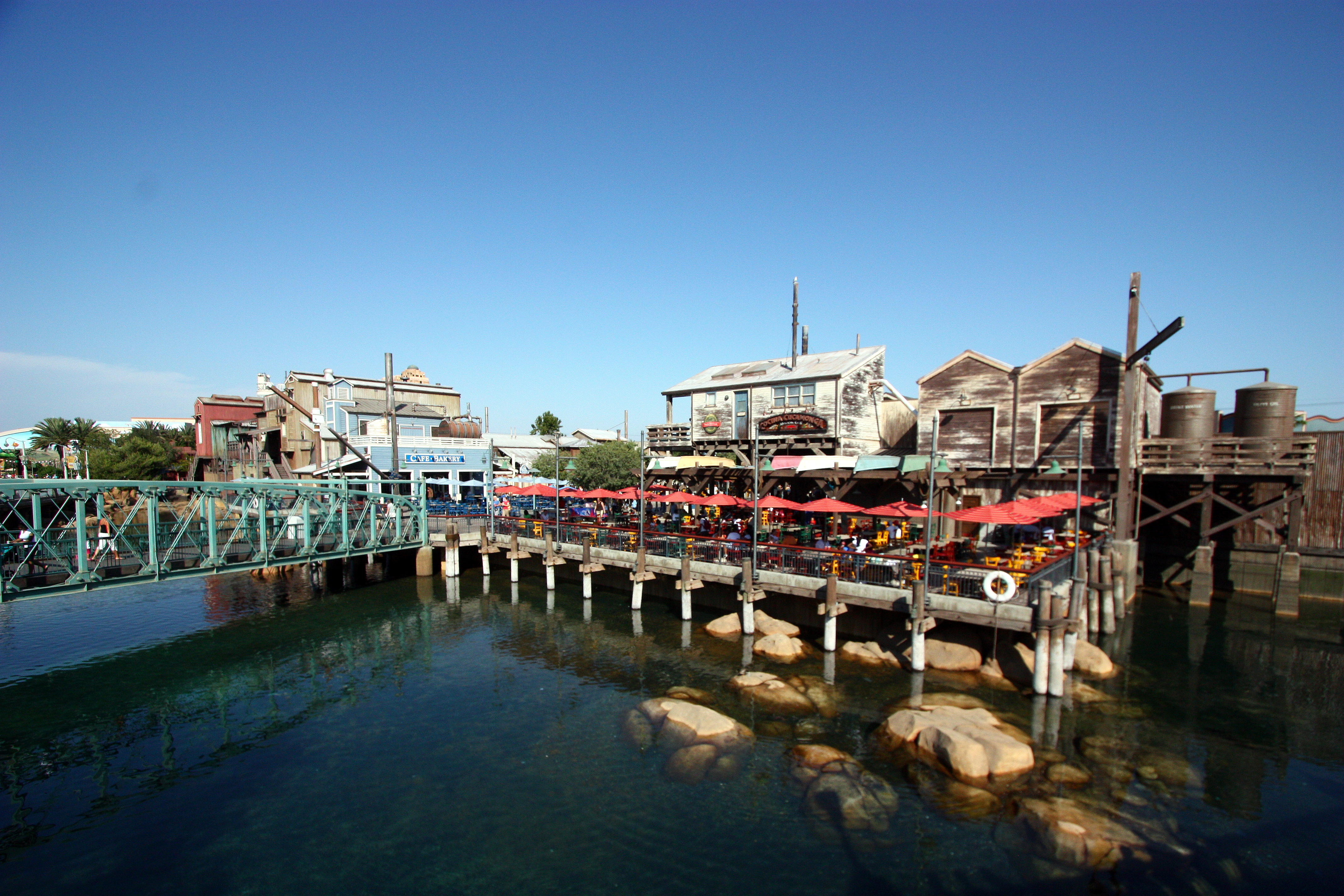
Pacific Wharf

Pacific Wharf é baseada na área de Cannery Row, em Monterey, especialmente como mostrada nas novelas de John Steinbeck, lembrando o Fisherman's Wharf de San Francisco. Ele inclui os restaurantes Cocina Cucamonga Mexican Grill, Pacific Wharf Cafe, The Lucky Fortune Cookery Chinese restaurant, Wine Country Trattoria restaurant, Mendocino Wine Bar, Sonoma Terrace, um carro de cerveja da Karl Strauss e uma barraca de margarita. O distrito também apresenta a Ghirardelli Soda Fountain and Chocolate Shop e o Boudin Bakery Tour, que apresenta o processo de produção do pão de massa lêveda com Rosie O'Donnell e Colin Mochrie como guias do vídeo tour. A área abriga o Walt Disney Imagineering Blue Sky Cellar, que abriu em outubro de 2008. O Blue Sky Cellar é uma atração que mostra os projetos de construção que estão sendo planejados no resort. A atração está atualmente fechada para refora até 1º de agosto de 2014.

### Hollywood Land

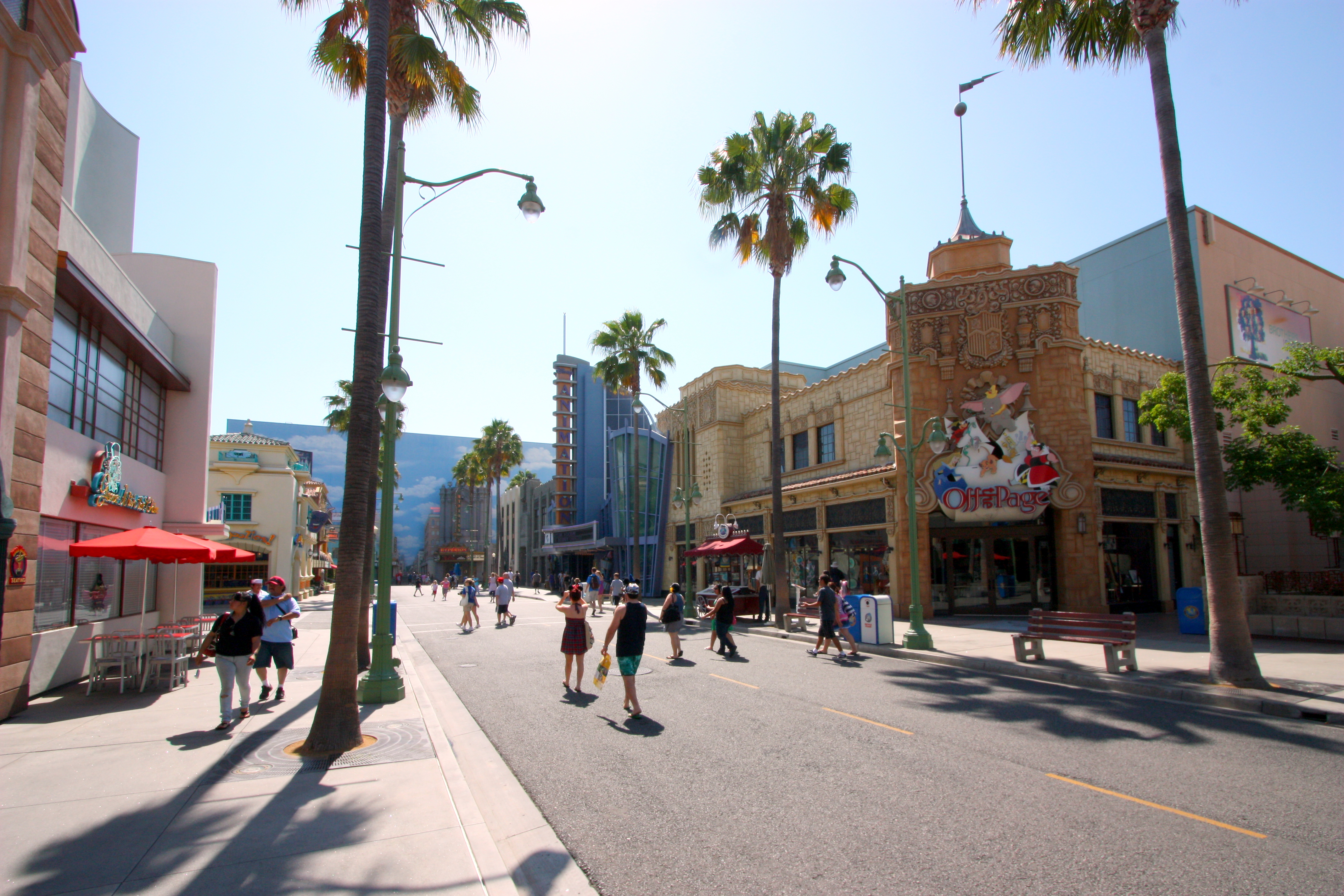
Hollywood Land

Hollywood Land, é uma área inspirada no era dourada de Hollywood da década de 1930. Ela inclui atrações baseadas em filmes, televisão e teatro, e uma subseção chamada Hollywood Studios que foi projetada para parecer como um estúdio ativo. Uma versão da atração Tower of Terror do Disney's Hollywood Studios abriu em 2004. A atração Monsters, Inc. Mike & Sulley to the Rescue! também localiza-se no distrito, baseado nos personagens de Monsters, Inc.. O Hyperion Theater, com 2 mil assentos, localiza-se no centro da Hollywood Land e atualmente abriga a apresentação Frozen. Disney Junior: Live on Stage situa-se na Hollywood Land, apresentando "Jake and the Never Land Pirates", que foi inaugurado em 25 de março de 2011.
Apresentado desde a abertura do parque, Muppet*Vision 3D é um show que se originou do Disney's Hollywood Studios. Tanto o Muppet*Vision 3D como o Tower of Terror se beneficiaram dos muitos avanços e nova tecnologia que se tornaram disponíveis pelos Imagineers desde sua abertura na Flórida, permitindo às versões californianas ser tecnologicamente superior em alguns aspectos. Os banheiros no distrito são projetados no estilo da Storer House de Frank Lloyd Wright, localizada na área de Hollywood Hills de Los Angeles. A estrutura de concreto é típica do design pioneiro de Wright.

### A Bug's Land
A Bug's Land é vista do ponto de vista de Flik, a formiga inventora do filme da Disney·Pixar, A Bug's Life, no qual itens de tamanho aumentado estão espalhados por toda a parte. Ela inclui a Flik's Fun Fair (um conjunto de atrações temáticas, de família e infantis como Flik's Flyers, Francis' Ladybug Boogie, Tuck & Roll's Drive 'em Buggies, Heimlich's Chew Chew Train, e Dot's Puddle Park) e It's Tough to be a Bug!, um filme 3D baseado em A Bug's Life. Ele abriu como a primeira expansão do parque em 2002 paa expandir as atrações familiares.

### Cars Land

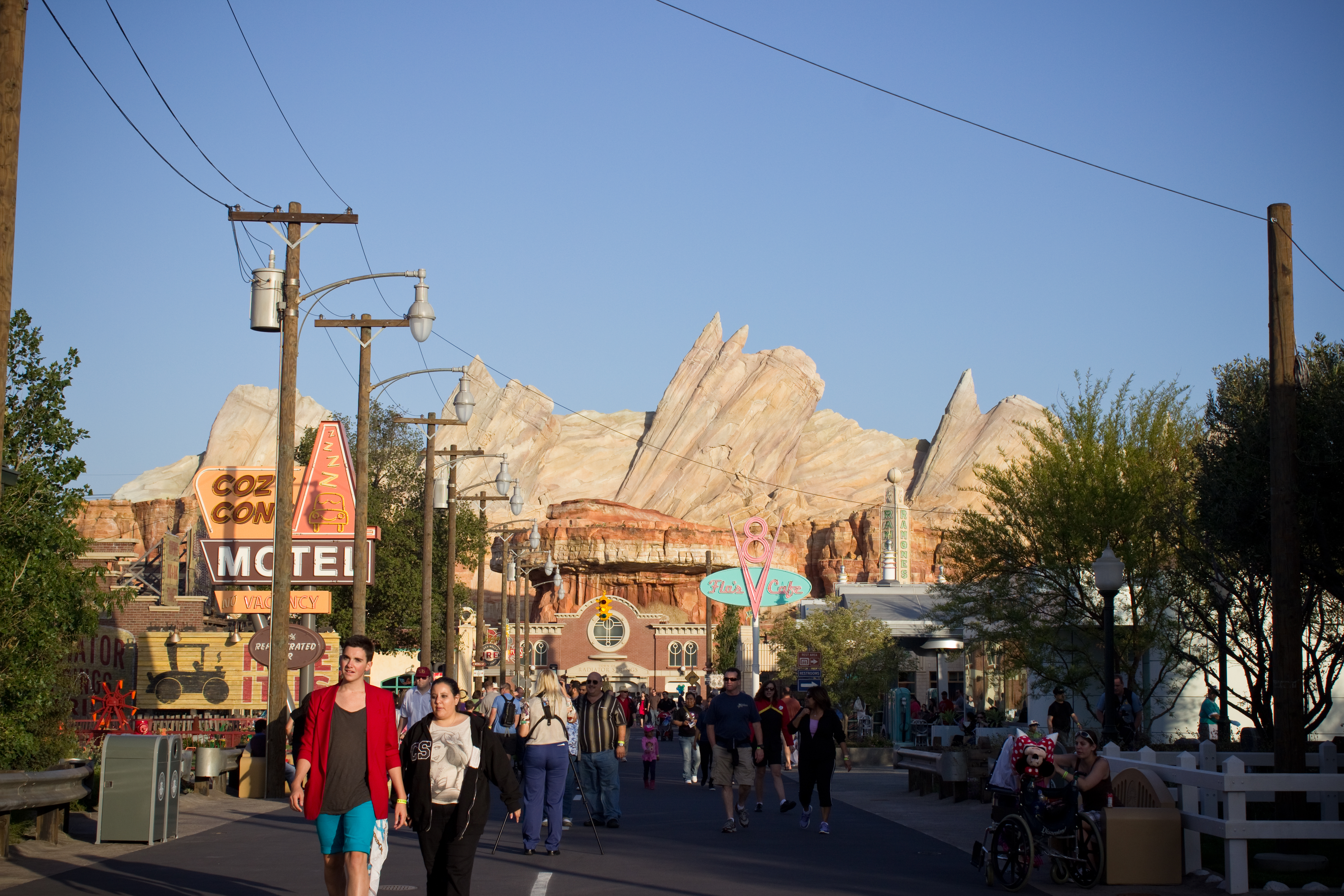
Cars Land

A Cars Land cobre 12 acre(s)s (49 000 m2) e contém três atrações. A maior atração, Radiator Springs Racers,é uma atração que utiliza a tecnologia do Test Track do Epcot. Baseado nos filmes de Carros, a atração começa com uma volta pelas montanhas e depois entra dentro de uma parte fechada onde o veículo encontra seu caminho na cidade de Radiator Springs, recebendo informações sobre uma corrida de Lightning McQueen e terminando com um duelo lado a lado até o Wheel Well Motel. Com um orçamento estimado de US$ 200 milhões, ela é a atração de um parque mais cara já construída.
As outras duas atrações da Cars Land são atrações familiares com menores exigências de altura: Mater's Junkyard Jamboree, uma atração como Mad Tea Party; e Luigi's Flying Tires, que é semelhante a atração Flying Saucers, da Tomorrowland da década de 1960. A Cars Land foi projetada como um modelo em tamanho real e uma réplica exata de Radiator Springs, com algumas lojas e restaurantes. O distrito serve como uma conexão entre Pacific Wharf e Hollywood Land, eliminando o caminho sem fim aos pés da Tower of Terror. A construção iniciou em julho de 2009 e abriu para o público em 15 de junho de 2012.

## Entretenimento ao vivo
Muitos personagens da Disney são encontrados por todo o parque, cumprimentando os visitantes e posando para fotos. Alguns têm áreas específicas onde aparecem, mas também podem ser encontrados andado por aí.
World of Color é um show noturno, projetado pela Walt Disney Creative Entertainment. Ele tem mais de 1 200 fontes e incui lasers, luzes e fogo com projeções em alta definição em telas de água semelhantes às usadas em Fantasmic!, na Disneyland e no Disney's Hollywood Studios no Walt Disney World.
Mad T Party é uma festa de dança noturna interativa inspirada no filme Alice no País das Maravilhas de Tim Burton e localiza-se no distrito de Hollywood Land. Ela é considerada uma experiência semelhante à Glow Fest, que aconteceu no mesmo local no verão de 2010, e ElecTRONica, um evento semelhante cujo tema era a franquia Tron da Disney e que terminou em 15 de abril de 2012. A Mad T Party apresenta luzes, música, projeções e barracas de merchandise, um lounge e uma área de jogos interativos. O evento começou em 15 de junho de 2012.
A Pixar Play Parade é uma parada que conta com carros alegóricos e personagens baseados nos filmes da Disney·Pixar Monsters Inc., Os Incríveis, Procurando Nemo, A Bug's Life, Toy Story e Carros. A parada originalmente tinha uma seção adicional apresentando os personagens de Ratatouille mas ela foi removida. Os carros alegóricos apresentam pequenos jatos de água que atiram água nos espectadores. A música usada na parada deriva da Mickey's WaterWorks Parade da Hong Kong Disneyland. Devido à construção massiva no parque, a parada teve uma interrupção de janeiro de 2011 a junho de 2012.
O grupo musical The Red Car News Boys é encontrado no Carthay Circle. Eles aparecem no trolley vermelho.  Um novato em Hollywood, Mickey Mouse, chega e é motivado pelo grupo a perseguir seu sonho de procurar uma carreira em Los Angeles. A apresentação é parcialmente inspirada no filme de 1992  Newsies.
A swing band The Five & Dime consiste de cinco homens músico e uma cantora. Eles apresentam nos cruzamentos da Buena Vista Street com a Hollywood Land.

### Entretenimentos antigos
- Eureka![33]
- Block Bash Party(Parada)
- Disney's Electrical Parade[34]
- ElecTRONica
- Disney's LuminAria(Temporada de Natal 2001-2002)

## Público
| 2001      | 2002      | 2003      | 2004            | 2005      | 2006      | 2007      | 2008      | 2009      | 2010      |
| --------- | --------- | --------- | --------------- | --------- | --------- | --------- | --------- | --------- | --------- |
| 5 000 000 | 4 700 000 | 5 310 000 | 5 600 000       | 5 800 000 | 5 950 000 | 5 680 000 | 5 566 000 | 6 095 000 | 6 287 000 |
| 2011      | 2012      | 2013      | Posição mundial |           |           |           |           |           |           |
| 6 341 000 | 7 775 000 | 8 514 000 | 10              |           |           |           |           |           |           |

## Galeria

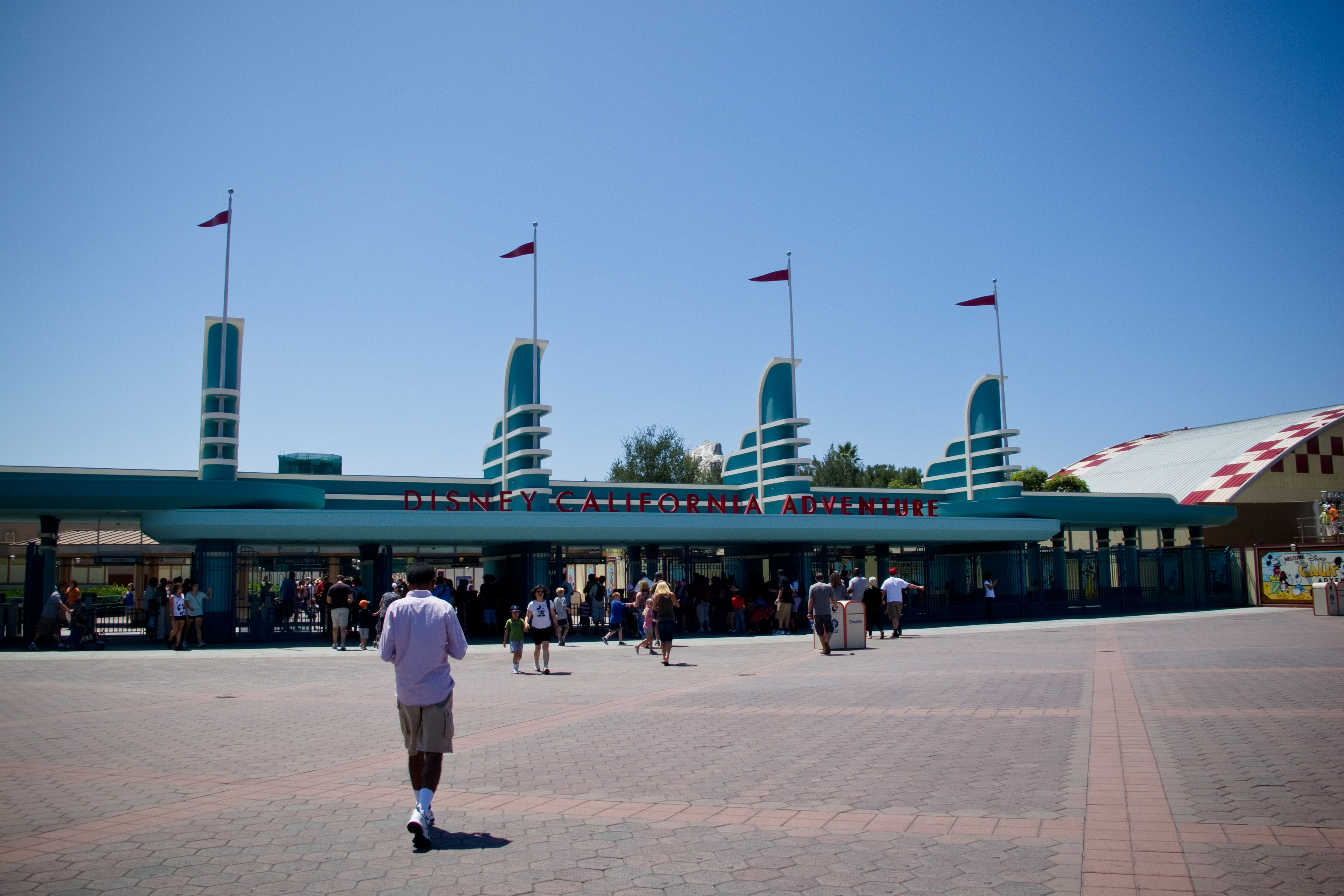
Praça de entrada da Buena Vista Street
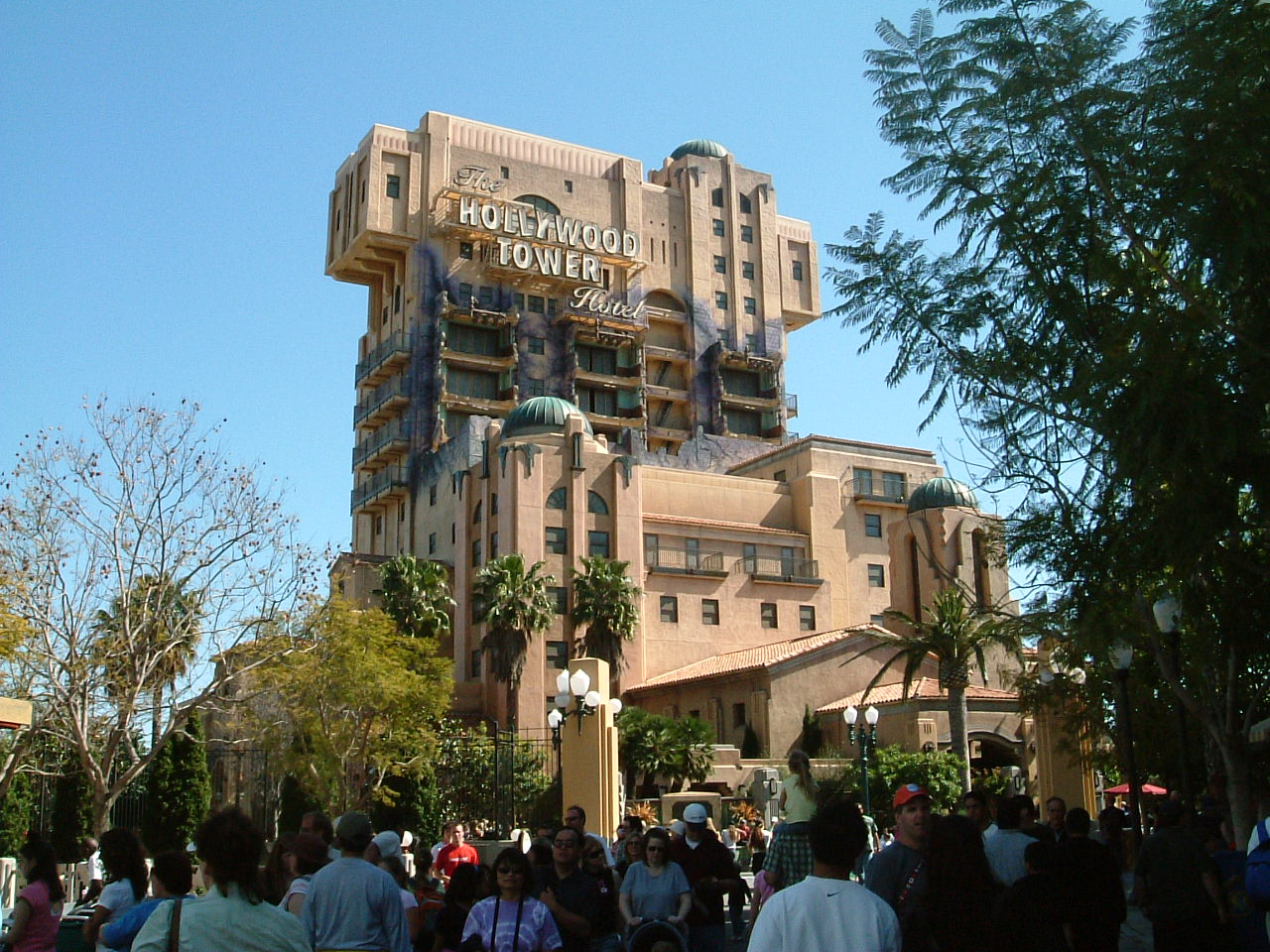
Tower of Terror
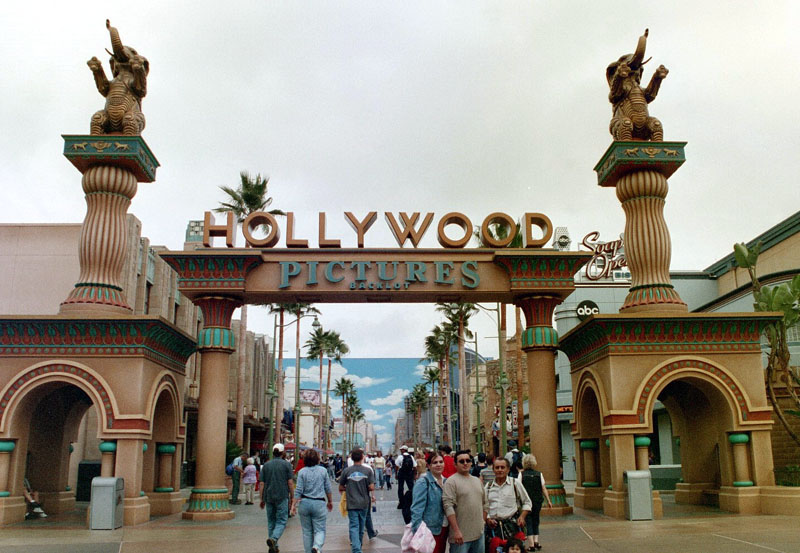
Antiga entrada do Hollywood Land
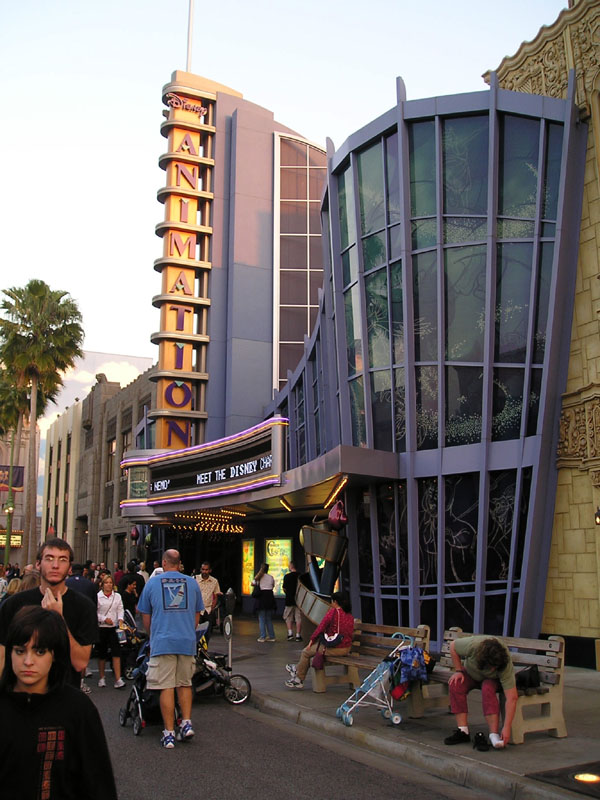
Edifício Disney Animation
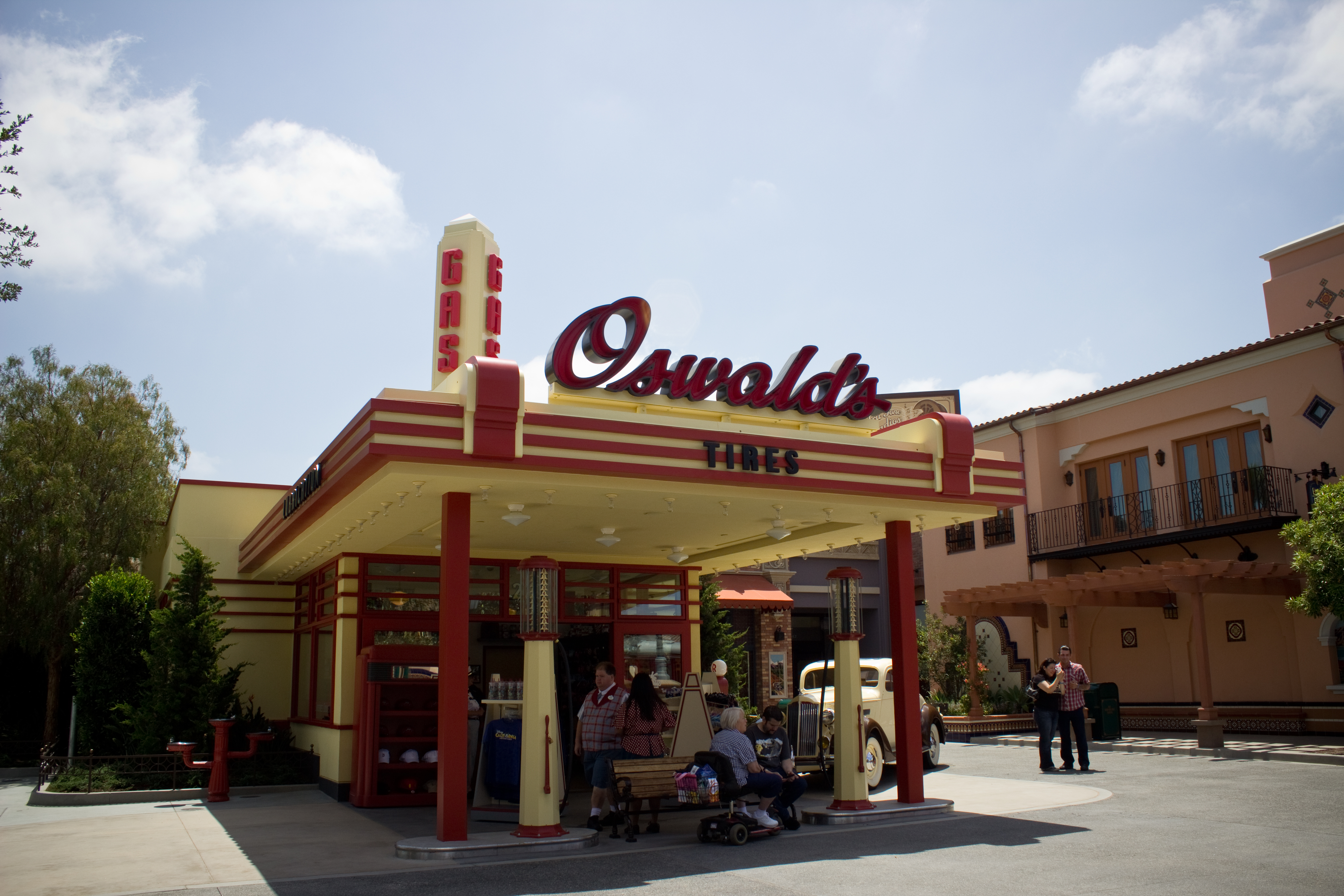
Oswald's Filling Station – Buena Vista Street
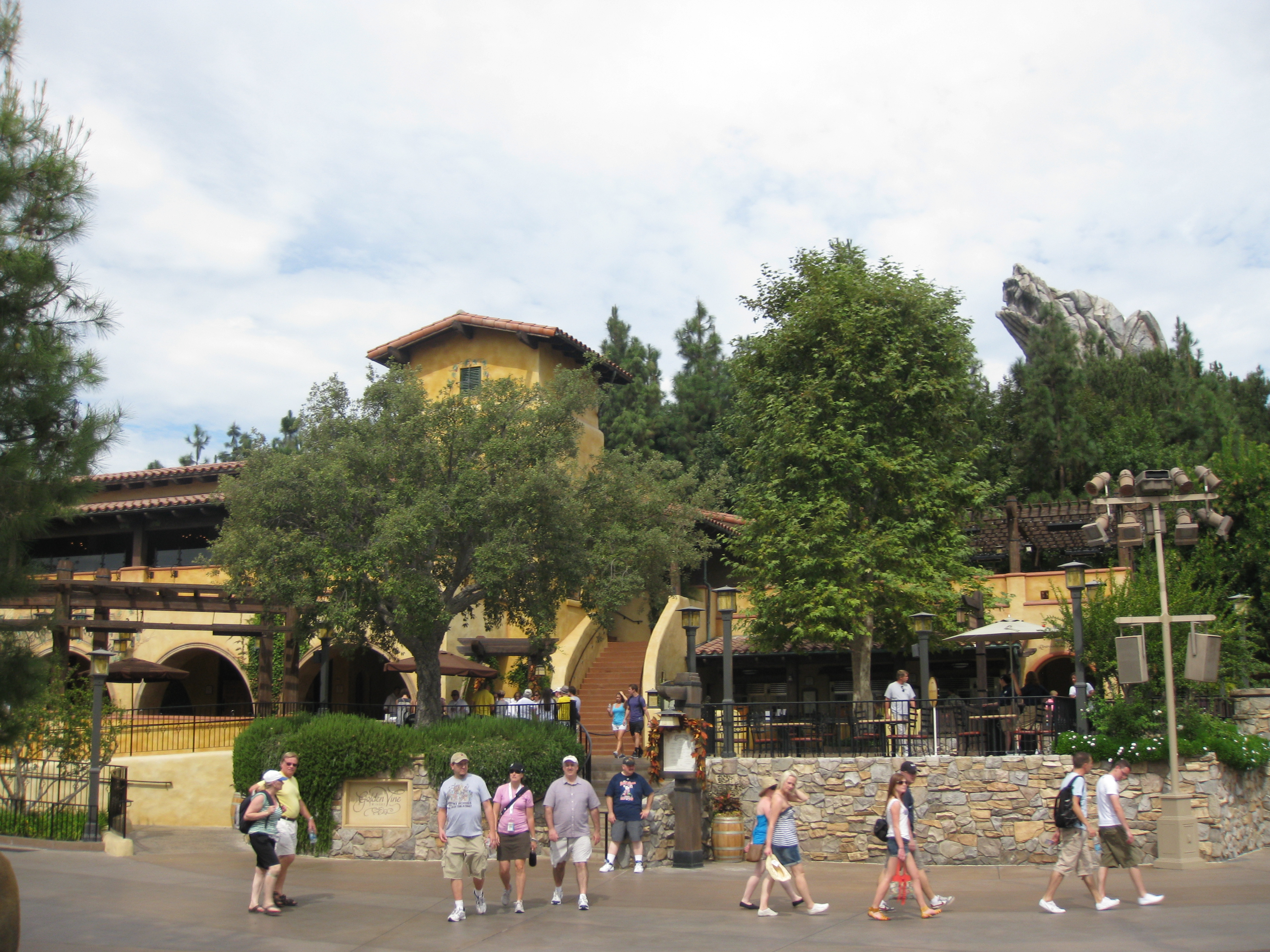
Walt Disney Imagineering Blue Sky Cellar
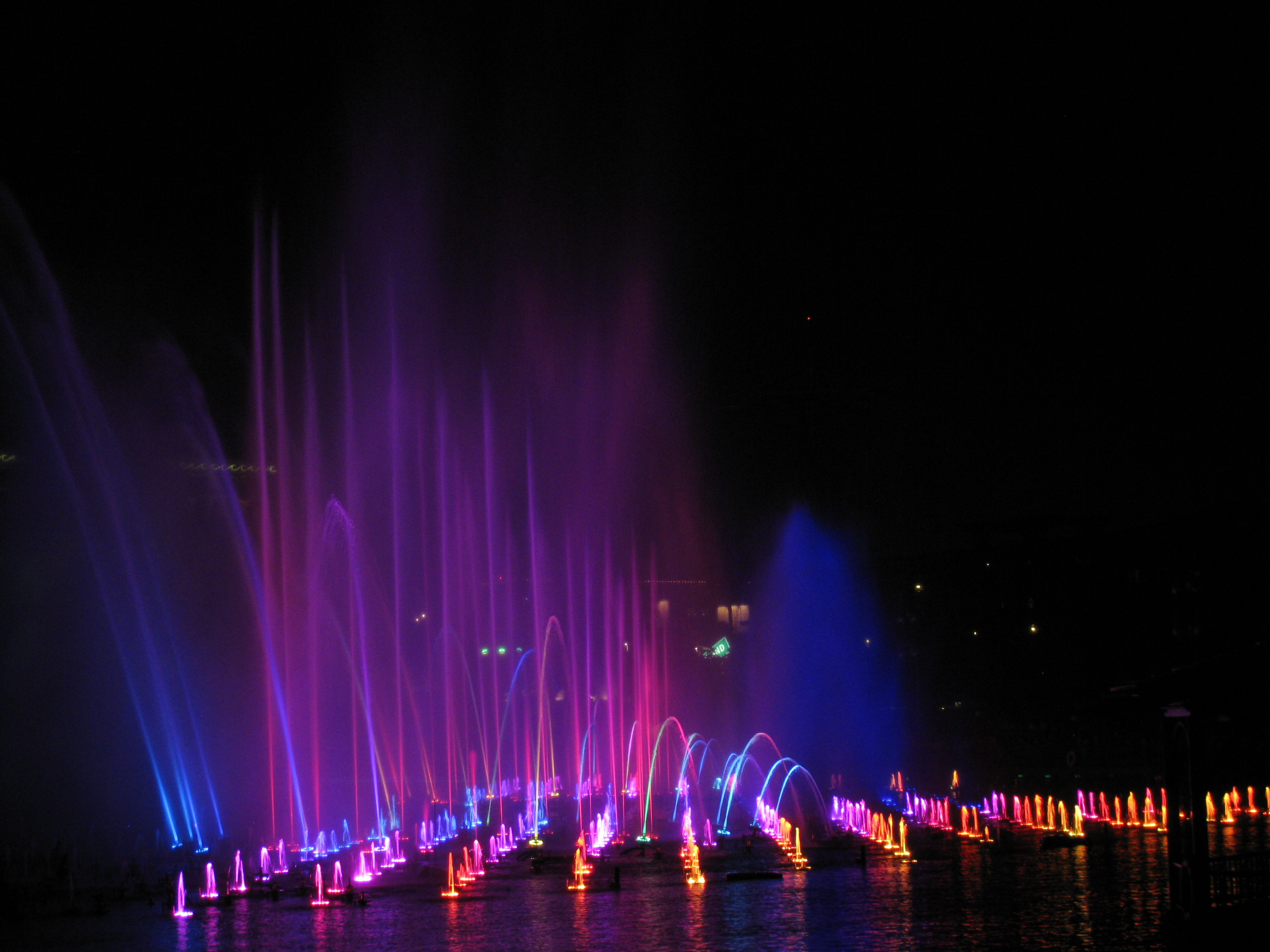
World of Color
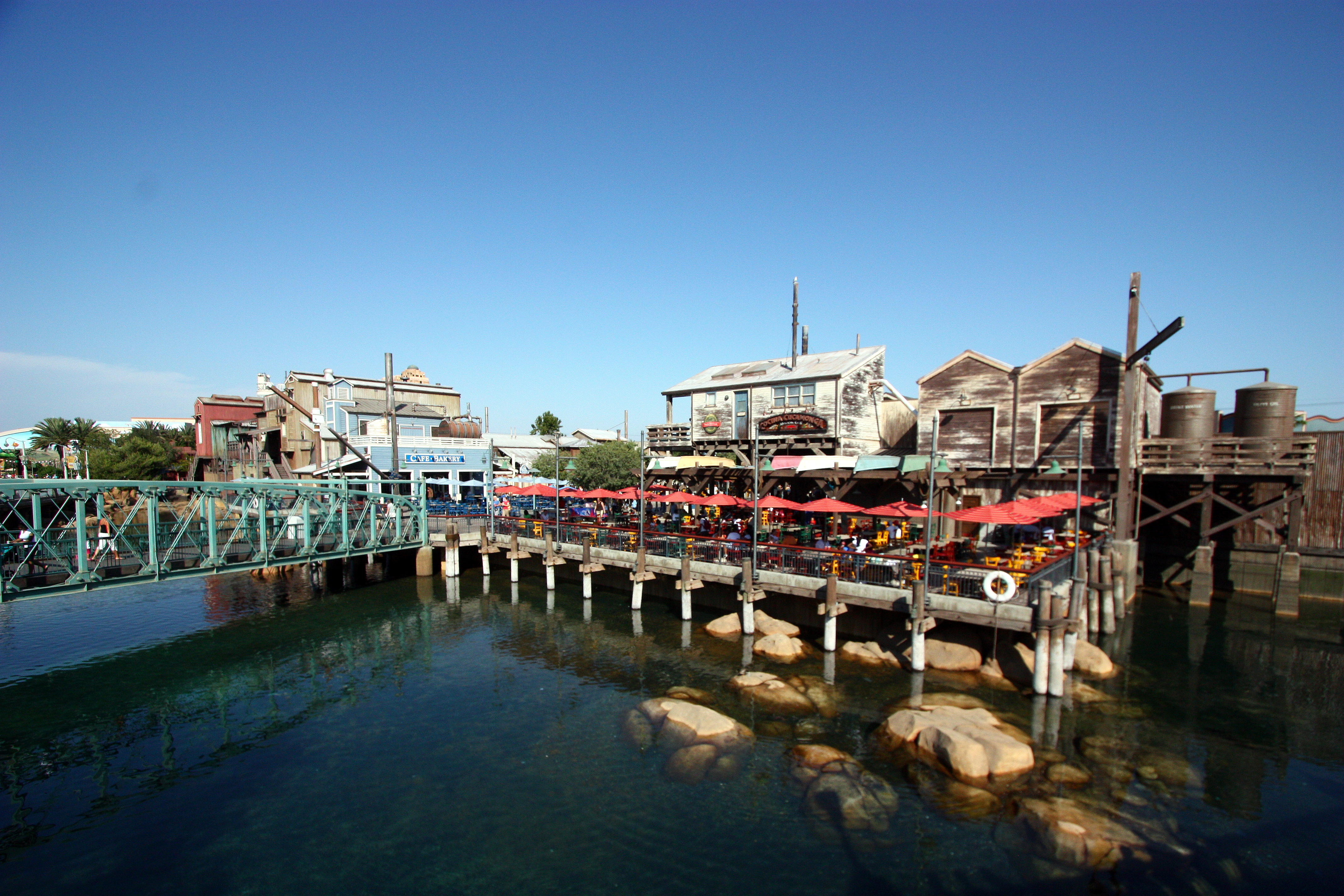
Pacific Wharf
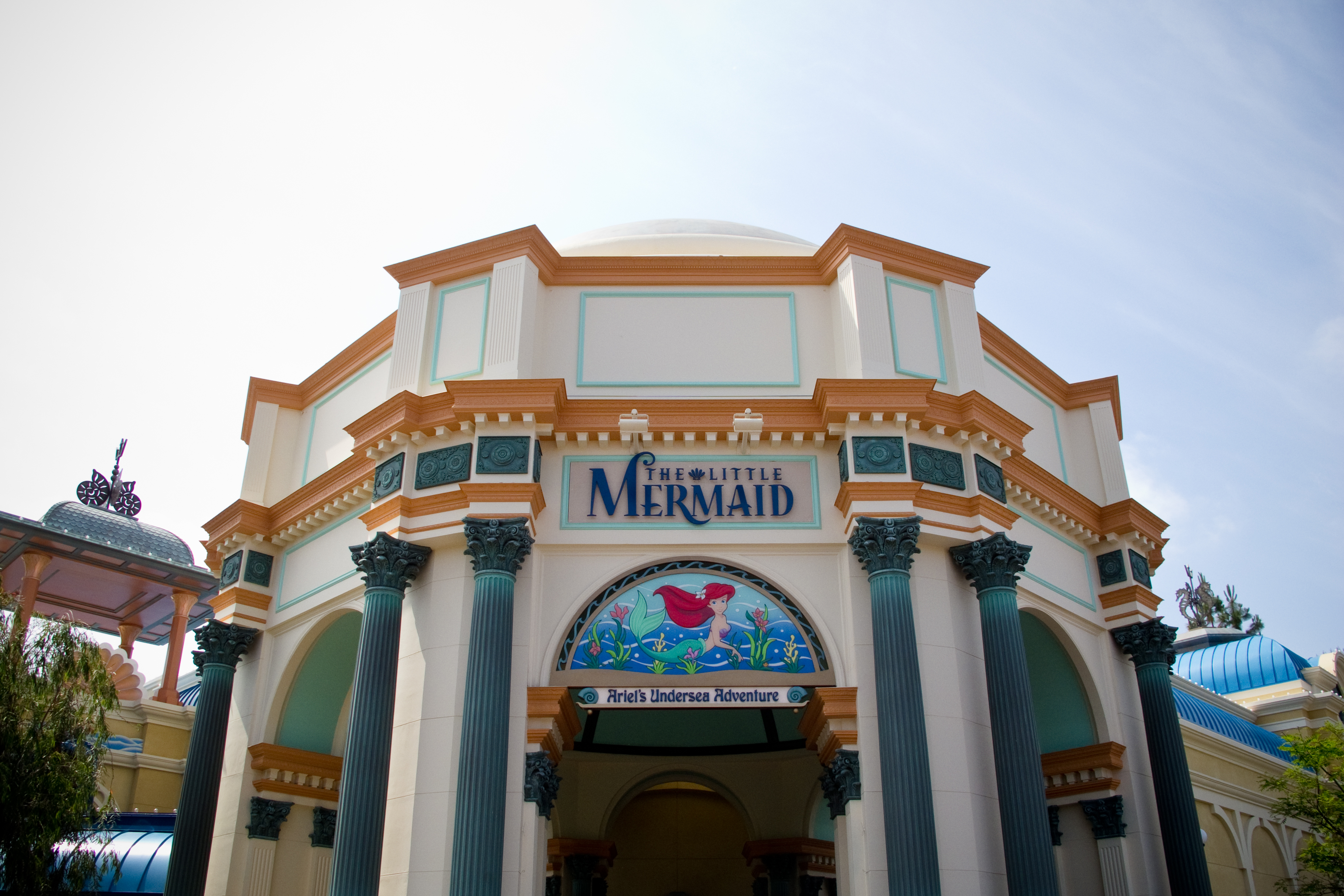
Entrada para The Little Mermaid: Ariel's Undersea Adventure